# UTC+12

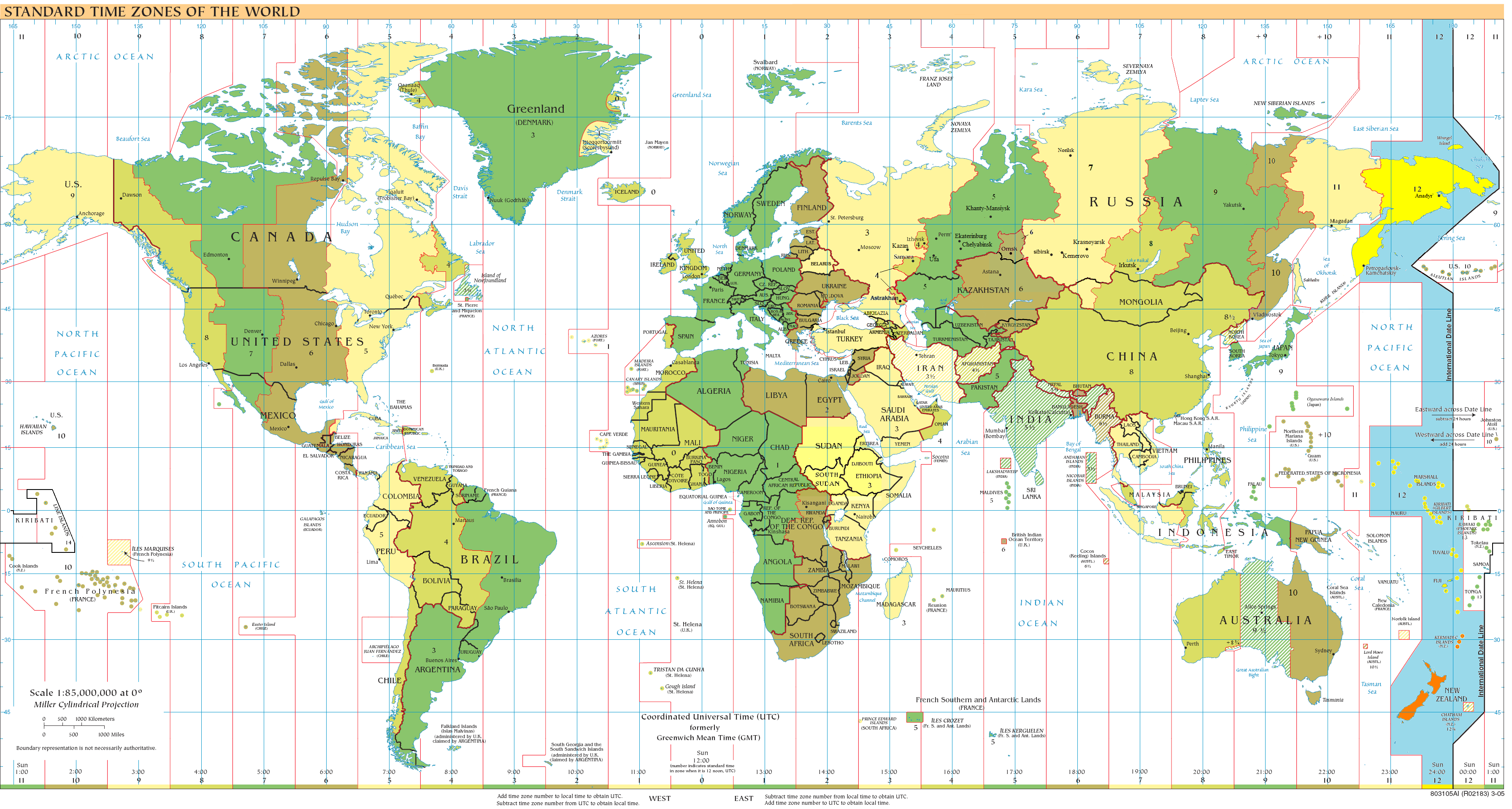
wintertijd
wintertijd zuidelijk halfrond/zomertijd noordelijk halfrond
gehele jaar

UTC+12 is de tijdzone voor:
- Kamtsjatkatijd (zone 11)

## Landen en gebieden metzomertijd
Landen en gebieden met zomertijd zijn, op het noordelijk (*) respectievelijk het zuidelijk (**) halfrond:
- Fiji**
- Nieuw-Zeeland** (behalve de Chathameilanden en Tokelau)

## Landen en gebieden zonderzomertijd
Landen en gebieden zonder zomertijd zijn, op het noordelijk (*) respectievelijk het zuidelijk (**) halfrond:
- Kiribati: Gilberteilanden*/** (Zone 1: Gilberteilandentijd)
- Marshalleilanden**
- Nauru**
- Rusland
  - Kamtsjatkatijd
- Tuvalu**
- Verenigde Staten: Wake-eiland*
- Frankrijk: Wallis en Futuna**
- Zuidpoolstation Amundsen-Scott**